# Caragana litwinowii
Caragana litwinowii är en ärtväxtart som beskrevs av Vladimir Leontjevitj Komarov. Caragana litwinowii ingår i släktet karaganer, och familjen ärtväxter. Inga underarter finns listade i Catalogue of Life.